# Gruta de Lourdes de Cavancha
El Santuario Nuestra Señora de Lourdes Gruta de Cavancha, más conocido como Gruta de Lourdes de Cavancha, es una gruta utilizada como templo católico ubicada en la Península de Cavancha en Iquique, Región de Tarapacá, Chile.

## Historia
Esta gruta originalmente estaba al intemperie. Su construcción se inició en 1922, en el terreno de la escuela construida por encargo del sacerdote José María Caro Rodríguez en la Península de Cavancha. Las obras fueron dirigidas por el maestro albañil Cupertino Fernández.
La obra fue financiada por Adela Cisterna de Reyes, como pago de manda hecha a la Virgen de Lourdes por la mejoría de su esposo Juan de Dios Reyes, gerente de un banco en Iquique, quien había sido desahuciado por sus médicos en Santiago. Adela, reconocida en Iquique por sus acciones benéficas, contrató al pintor y sindicalista chileno Sixto Rojas Acosta para diseñar las que serían las dos únicas obras escultóricas del artista: una estatua de tamaño natural de la Virgen de Lourdes y otra de Santa Bernardita, las que fueron instaladas en la gruta en 1923. Para la confección de ambas estatuas, el artista utilizó modelos en greda de tamaño natural, para luego obtener los moldes y realizar las figuras definitivas en vaciado de yeso macizo.
La gruta fue inaugurada por José María Caro el domingo 27 de mayo de 1923, en presencia de una larga procesión de romeros iquiqueños que marcharon desde el colegio Don Bosco, seguida del obispo y del clero.
En 1933, el obispo de Iquique, Carlos Labbé Márquez, mandó a edificar un templo sobre la gruta, de modo de conservarla del calor, la luz solar y el viento marino.
En 1949, el sacerdote Pedro Aguilera pidió a los Misioneros Oblatos de María Inmaculada que se encargasen de la atención pastoral y religiosa del santuario.